# Misioneros de la Compañía de María
Los montfortianos (cuyo nombre original es la Congregación de Misioneros de la Compañía de María) es una congregación religiosa fundada en 1705 por el sacerdote francés San Luis María Grignion de Montfort, destinada a las misiones de evangelización y la educación cristiana de niños y jóvenes en todo el mundo. A mediados de la década de 2010 había casi mil misioneros de la Compañía (los montfortianos) sirviendo la misión de la Iglesia católica en 30 países.